# ラビア・カーディル
ラビア・カーディル（ウイグル語: رابىيه قادىر (Rabiye Qadir)、中国語：热比娅·卡德尔、ピンイン：Rèbǐyǎ Kǎdé'ěr、1947年1月27日 - ）は、ウイグル人の人権活動家、民族指導者。
ウイグル人には姓は存在せず、「ラビア」は名、「カーディル」は父親の名である。なお英語では中国語のピンイン表記を基にしたRebiya Kadeerという表記が通用している。
新疆ウイグル自治区で実業家として成功し、中国人民政治協商会議委員を務めるなど、ウイグル人を代表する著名人として知られたが、民族問題に関する政権批判で失脚し、1999年に国家機密漏洩罪で逮捕、投獄された。2005年にアメリカ合衆国へ亡命した後は、世界ウイグル会議の議長として、中国当局の国家的テロ活動を抗議し続けている。

## 実業家としての活動
ラビア・カーディルは、新疆北部のアルタイ市の自営業者の家に生まれた。1962年に生家が「資本家」であるとして糾弾され、アクス市への移住を余儀なくされた。文化大革命中には、「不法に商売を行った」として批判され、これが原因で共産党員であった前夫と離婚するよう迫られたとされる。
1976年から洗濯業などで貯めた資金を元に、小売業を展開し成功を収め、ウルムチ市の二道橋街区に大規模な商業テナントビルを建てるなど不動産業でも活躍した。ソ連崩壊後は、中央アジア諸国での不動産取引や、貿易で巨額の利益を上げ、中国十大富豪の1人に数えられるまでになった。
改革開放の波に乗り、企業家として成功したラビアは、共産党への入党を認められ、1993年には中国人民政治協商会議全国委員に選出されたほか、1995年に北京で開かれた国連の第5回世界女性会議に中国代表として出席。新疆ウイグル自治区商工会議所副主席、新疆女性企業家協会副会長などの役職を務めた。
また、ウイグル人女性の行う小規模事業に投資を行う「千の母親運動」を企画し、ウイグル人女性の経済的自立の促進に貢献した。

## 逮捕から亡命へ
ラビアは、中国における最も著名なウイグル人として活躍すると同時に、新疆におけるウイグル人の人権状況改善を党・政府に対して積極的に訴えた。1996年の政治協商会議では、漢族によるウイグル人抑圧を非難する演説を行い、注目を集めた。
同年には、ラビアの夫で作家のシディク・ハジ・ロウジが行った書籍の翻訳や、政協会議でのラビアの演説が公安当局の間で問題となり、ラビアは1997年に全ての公的役職から解任された（シディク・ハジ・ロウジは1996年にアメリカに亡命）。1999年8月13日、公安当局は、ウルムチ市内に滞在していたアメリカ議会関係者に接触しようとしたラビアを逮捕し6年間に渡り政治犯として監獄に拘禁された。また、ラビアの夫は9年間に渡り監獄に拘禁され、ラビアの息子2人は現在にいたるまで監獄に拘禁されている。
ラビアの逮捕は、中国内外のウイグル人社会に大きな衝撃を与え、国外のウイグル人を中心に、中国政府にラビアの釈放と、ウイグル人への人権侵害の停止を要求する運動が展開された。こうした運動は、欧米社会の関心を集め、アムネスティ・インターナショナルやヒューマン・ライツ・ウォッチなどの人権団体による支援も行われた。ライス米国務長官の訪中を控えた2005年に、アメリカから人権問題での批判を受けることを恐れた中国政府は、2005年3月14日に、「外国での病気療養」を理由にラビアを釈放した。ラビアは米国に亡命することとなった。

## ウイグル民族運動の指導者として
アメリカでは国際ウイグル人権民主基金を設立し、2006年5月29日には、アメリカ・ウイグル人協会会長に就任した。チベット亡命政府におけるダライ・ラマ14世のようなカリスマ的指導者を欠いた在外ウイグル人運動にとって、ラビアの存在は重要であり、世界ウイグル会議の指導者エルキン・アルプテキンの要請を受けて、11月26日にドイツのミュンヘンで開かれた大会で、ラビアは世界ウイグル会議の第2代議長（総裁）に選出された。一方で中国政府はラビアを脱税の罪で告発し、ラビア家族の会社とラビアビル貿易有限会社に計2200万人民元罰金、アリム・アブドゥレイム（息子）に有期懲役7年・50万罰金、カハル・アブドゥレイム（息子）に10万罰金の判決を下した。
ラビアの活動は国際社会の注目を集め、投獄中の2004年にラフト人権基金の人権賞を受賞したほか、2006年にはノーベル平和賞の受賞候補の1人にも選ばれている。一方で中国政府は、ラビアを「東トルキスタン・テロリスト勢力（东突恐怖势力）」「分離独立主義者」の一員であるとして批判を続けており、国際社会におけるこうした動きを牽制している。ラビア自身はダライ・ラマと会談した際に暴力的手段を用いず、高度な自治権を求めるとした。
2017年11月、ラビアは世界ウイグル会議議長の地位をドルクン・エイサに譲るとともに、「世界ウイグル会議特別指導者」の称号を受けた。ラビアは前副総裁のセイット・トムチュルクや日本ウイグル連盟のトゥール・ムハメット等を各地域におけるラビアの特別代表として任命し、独自の活動を続けている。

### 日本における活動
2007年11月にアムネスティ・インターナショナル日本の招請で訪日し、中国政府による東トルキスタンでの人権抑圧を非難した。2009年10月の訪日では、鹿児島大学などで講演した。
2012年5月の訪日では、同月14日に開かれた東京都の憲政記念館で開幕した世界ウイグル会議の第4回代表大会に出席した。この代表大会は、アジアでは初めての開催となる。日本はラビアなど世界ウイグル会議の要人にビザを発給しており、これに中国が反発している。5月14日に日本人戦没者に栄誉を奉げるために靖国神社を訪問し、「日本民族の精神の象徴的なところである」「ここを訪問することは歴史を学ぶことであります。」「第二次世界大戦で亡くなった方々は日本の英雄である」などの見解を表明し、現在ウイグル民族の英雄を顕彰することが禁止されていることから、「未来、必ずウイグル民族の英雄達のためにこのような記念する場を設立します。」などとウイグル民族の今後の展望について語った。18日には、東京都の尖閣諸島購入の募金呼びかけ（東京都尖閣諸島寄附金）に対して10万円を寄付する。
2016年5月の訪日では、早稲田大学や議員会館などで講演を行った。6月5日、王丹を招聘して東京で開催された天安門事件追悼集会にも登壇した。2017年2月、中国によるウイグル人などへの少数民族に対する抑圧に憤りを表明した意見書を採択した神奈川県鎌倉市議会を訪問し、ウイグル人に対する中国政府の弾圧の現状について、街は武装警官や警察犬であふれかえり、宗教や文化が次々と破壊されていると述べた。

## 家族
前夫との間の子供を含め、11人の子供がいる。息子のアリム・アブドゥレイム、アブリキム・アブドゥレイムは貿易会社を経営し、実業家として知られていたが、ラビアの逮捕後に、脱税容疑で拘束・収監されている。また、娘のルシャングル・アブドゥレイムも、公安当局の監視下での生活を余儀なくされているといわれる。
こうした状況を、中国の人権状況に関心をもつアメリカ政府は注視しており、2007年6月5日にプラハにてブッシュ大統領がラビアと会見し、収監されているラビアの家族と、中国におけるウイグル人の人権状況について懸念を表明したほか、同年9月17日には、米国議会下院が、ラビアの家族および、カナダ国籍のウイグル人フセイン・ジェリルの釈放を中国政府に求める決議を行っている。

## 著書
- Rebiya Kadeer; Alexandra Cavelius (2007). Die Himmelsstürmerin. Chinas Staatsfeindin Nr. 1 erzählt aus ihrem Leben. München: Heyne. ISBN 978-3-453-12082-2（ドイツ語）
  - ラビア・カーディル、アレクサンドラ・カヴェーリウス『ウイグルの母ラビア・カーディル自伝――中国に一番憎まれている女性』熊河浩訳、ランダムハウス講談社、2009年10月。ISBN 978-4-270-00541-5。